# Nicola Vizzoni
Nicola Vizzoni (Pietrasanta, 4 de novembro de 1973) é um lançador de martelo italiano. Ele ganhou a medalha de prata nos Jogos Olímpicos de 2000 e dez depois no Campeonato da Europa de Atletismo de 2010. O seu recorde pessoal é de 80,50 m, conseguidos na cidade de Fórmias, em julho de 2001.

## Biografia
Ele fez sua primeira aparição no Campeonato Mundial de Atletismo de 1997, sem conseguir a classificação para a final. Entretanto, em 1999, ele conseguiu chegar em sétimo na final do lançamento de martelo, conseguindo a medalha de prata nos Jogos Olímpicos no ano seguinte, realizados na cidade de Sydney. Ele não conseguiu alcançar o pódio no Campeonato Mundial de Atletismo de 2001, terminando em quarto, mas ganhou honras regionais com a medalha de ouro nos Jogos do Mediterrâneo de 2001 e na Universíada de Verão.
Ele competiu nos dois Jogos Olímpicos seguintes, em 2004 e 2008, mas ficou a alguma distância de ganhar outra medalha. Ele foi campeão dos Jogos Mediterrâneos pela segunda vez nos Jogos do Mediterrâneo de 2009.
Vizzoni começou forte em 2010, conseguindo uma marca de 78,22 m e conquistando a medalha de ouro na Copa Europeia de Lançamento de 2010.